# Oonops rowlandi
Oonops rowlandi är en spindelart som beskrevs av Willis J. Gertsch 1977. Oonops rowlandi ingår i släktet Oonops och familjen dansspindlar. Inga underarter finns listade i Catalogue of Life.